# 吴忠信
吳忠信（1884年3月15日—1959年12月16日），字禮卿，一字守堅，號恕庵。安徽合肥人。中華民國軍事將領、政治人物。

## 生平

### 革命活動
1900年（光緒26年），吳忠信入南京的江南将弁学堂。1905年（光緒31年）畢業後，入陸軍第九鎮任官。1906年，經楊卓林介紹，秘密加入中國同盟會。1908年（光緒34年），升為二等参謀官。1911年（宣統3年）辛亥革命爆發，吳忠信随陸軍第九鎮統制徐紹楨参加革命派的起義，在南京同張勳率领的清軍交戰。
1912年（民國元年），南京的中華民国臨時政府成立，吴忠信被任命為警察總監。袁世凱出任臨時大总統后，吴忠信被任命为寧鎮澄淞四路要塞司令。不久辞职，担任以上海为据点的中国同盟会机关報《民立報》的经理兼代理社長，辅佐社长于右任。
1913年（民国2年）二次革命爆发，吴忠信参加革命派，黃興任南京討袁軍總司令，吴忠信應邀再度出任南京警察總監，革命派敗北后流亡日本。1914年（民国3年）孫文（孫中山）创立中華革命党，吴忠信参加。1915年（民国4年），奉孫文之命回到上海，辅佐陳其美策划反袁起义。

### 護法運動
1917年（民國6年），孫文開始護法運動，吳忠信参加，任粤軍的上校参謀。以後在各地轉戰。1921年（民國10年），任桂林衛戌司令兼大本营憲兵司令。1922年（民國11年），孫文、張作霖、段祺瑞三角同盟結成，吳忠信為孫文方面的全權軍事代表。其後吳忠信病倒，在蘇州療養三年，其病方愈。
1926年（民國15年）夏，廣州國民政府開始北伐。吳忠信应南昌的蔣介石邀请，出任其幕僚。1928年3月2日至1930年3月17日，任安徽省政府委员。1929年（民國18年）2月，吴忠信赴海外視察。1931年2月16日至1932年5月4日，任监察院监察委员。1932年（民国21年）4月5日，被任命为安徽省政府主席，任内整备地方制度，削减财政支出。但是，他逐渐與安徽省内的官吏因財政問题发生對立，乃于1933年（民国22年）5月辞任。此后任国民政府軍事委員會委员长南昌行營總參議。
1935年（民国24年）4月，就任貴州省政府主席。任内努力严肃綱紀，振兴地方经济。此外，还与相邻的广西省的新桂系调整了关系。1935年11月，当选中国国民党第五届中央执行委员。

### 蒙藏委員会委員長

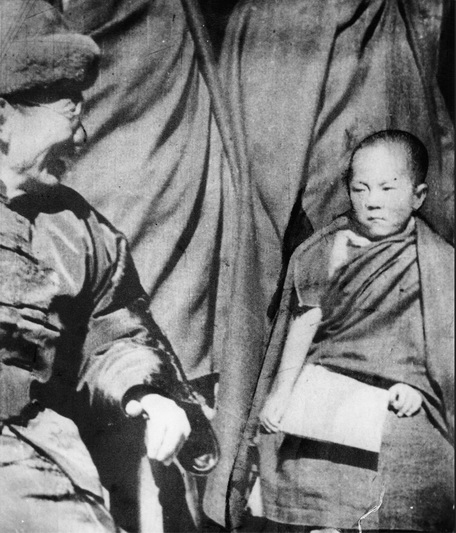
十四世达赖（右）与吴忠信（左）

1936年（民国25年）8月，吴忠信就任蒙藏委員会委員長，为流亡中国内地的九世班禅返回西藏之事进行了努力。1937年（民国26年）九世班禅在青海玉树圆寂，吴忠信促成其灵柩返回西藏。此外，考試院院長戴季陶还赴西康省致祭。
1940年（民国29年）2月，十四世达赖坐床典礼在拉萨举行，吴忠信時任蒙藏委員會委員長，代表國民政府参加坐床典礼。1941年（民国30年）9月，吴忠信被任命为甘寧青区党政工作考察团团長。

### 新疆省政府主席
民國31年（1942年）赴新疆省同盛世才交涉。1942年12月，任中國邊政學會理事長，創報月刊《邊政公論》。
1944年（民国33年）8月，吴忠信接替盛世才任新疆省政府主席（保安總司令由第八戰區司令長官朱紹良代理）。吳忠信释放了被盛世才逮捕的包爾漢·沙希迪等各民族、各界人物，采取绥靖政策。同年11月，三區革命成立東突厥斯坦共和国，吴忠信未能制止。結果，经过苏联同国民政府交涉，東突厥斯坦共和国问题暂时解决。1946年（民國35年）3月，吴忠信辞去新疆省政府主席職務。

### 國民大會代表
1947年，任國民政府委員。同年，在原籍安徽省合肥縣當選為第一屆國民大會代表。1948年被蔣中正聘為首批總統府資政，同年12月24日，蔣中正特任吳忠信為总統府秘書長，原任吳鼎昌准免本職:8759。
1949年3月3日，到溪口:1643月10日，蔣介石送吳忠信「赴杭州」:166后随中華民國播遷台湾，任總統府資政。1950年，任中國國民党中央評議委員。1953年，任中國國民党中央紀律委員会主任委員。吴忠信曾獲頒一等景星勳章、二等采玉大勳章。

### 逝世

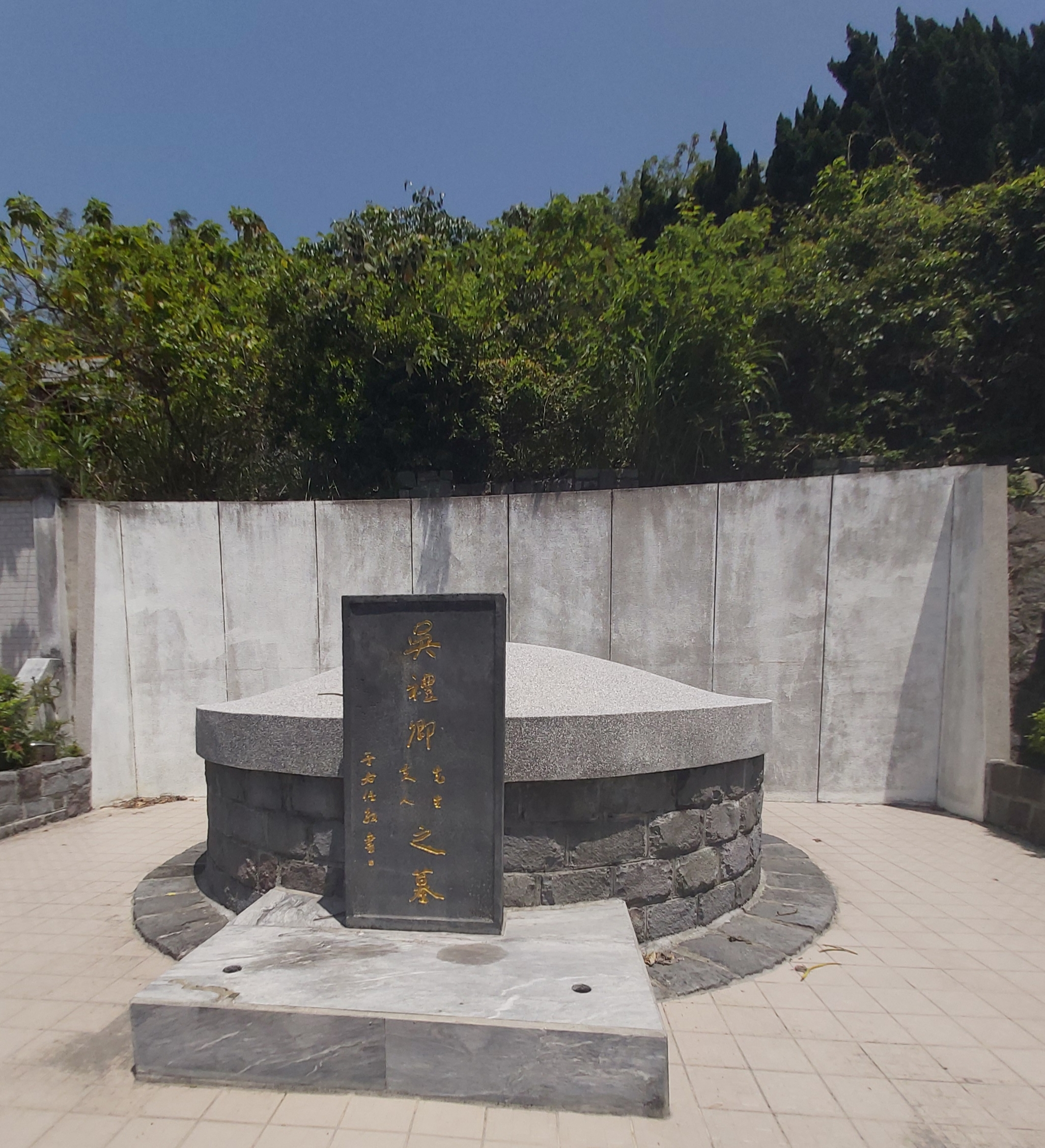
吳忠信與妻子位於陽明山公墓的墓地，由監察院院長于右任題寫墓碑「吳禮卿先生夫人之墓」。

1959年（民國48年）12月16日，吳忠信在台灣台北病逝。享年76岁（满75歳）。

## 著作
吴忠信自1926年起寫日記，從無間斷，至1959年10月28日病瀉加劇時始停，然猶逐日另紙略記要點，以備病癒補入，不意竟即終止於該日。吴忠信的主要著作有：
- 《西藏紀要》